# Wspólnota administracyjna Neschwitz
Wspólnota administracyjna Neschwitz (niem. Verwaltungsgemeinschaft Neschwitz) – wspólnota administracyjna w Niemczech, w kraju związkowym Saksonia, w okręgu administracyjnym Drezno, w powiecie Budziszyn. Siedziba wspólnoty znajduje się w miejscowości Neschwitz.
Wspólnota administracyjna zrzesza dwie gminy wiejskie: 
- Neschwitz
- Puschwitz